# Дёминцев, Пётр Дмитриевич
Пётр Дми́триевич Дёминцев (30 марта 1921, Медведица, Вятская губерния — 1984, Свердловск) — советский архитектор.

## Биография
Родился 30 марта 1921 года в деревне Медведица Яранского уезда Вятской губернии (ныне — Пижанский район Кировской области) в крестьянской семье. Отец, Дмитрий Спиридонович, был плотником и столяром, ездил на заработки в том числе и в Екатеринбург. В частности, он построил дом другого известного екатеринбургского архитектора — К. Т. Бабыкина.
В 1934—1940 годах учился в Свердловском архитектурном техникуме. В 1935 году в Екатеринбург переехала вся его семья.
Участник Великой Отечественной войны, старший лейтенант.
В 1946—1947 годах учился в Московском архитектурном институте.
В 1940—1942 и в 1947—1955 годах работал в Свердловском горпроекте. В 1955 году возглавил архитектурную мастерскую № 2 при Свердловском горпроекте, в 1956 году стал начальником архитектурно-строительного отдела, с 1970 года — главным архитектором горпроекта. Практически вся профессиональная деятельность П. Д. Деминцева была связана с архитектурно-строительными процессами в послевоенном Свердловске.
Скончался 4 декабря 1984 года. Прах архитектора похоронен в колумбарии Сибирского кладбища Екатеринбурга.

## Труды
В 1949—1953 годах осуществлял авторский надзор за строительством Дворца культуры Эльмаш.
В 1950—1951 годах по проекту Дёминцева был построен жилой 22-квартирный дом по улице Стачек; в 1954—1956 годах — 92-квартирный дом с двухзальным кинотеатром «Заря» на первом этаже, мясомолочный павильон на Центральном рынке и Дом художников на улице Куйбышева.
В 1957 году участвовал в качестве архитектора в сооружении памятника Ленину на главной площади Свердловска.
В конце 1950-х — начале 1960-х годов по его проектам в соавторстве с архитектором Ф. С. Таксисом были построены 247-квартирный жилой дом на улице Ленина с гастрономом на первом этаже, кукольный театр на 400 мест на улице Мамина-Сибиряка, девятиэтажное здание бытового комбината «Рубин». Пётр Дмитриевич проектировал также парк культуры и отдыха со стадионом в жилом район Эльмаш и фонтан на площади Труда.
В 1962 году придал завершённый вид кинотеатру Совкино.
В 1964—1965 годах главный архитектор строительства ДК имени Лаврова.
В 1973 году спроектировал свердловскую капсулу времени, составил список предметов, которые предполагалось туда положить.
В конце 1970-х годов возглавил группу проектировщиков по микрорайону Заречный.
В 1975 году в качестве архитектора участвовал в установке памятника А. С. Попову.
В составе авторского коллектива архитекторов Дёминцев участвовал во Всесоюзном конкурсе на проект здания Пантеона славы Правительства СССР.

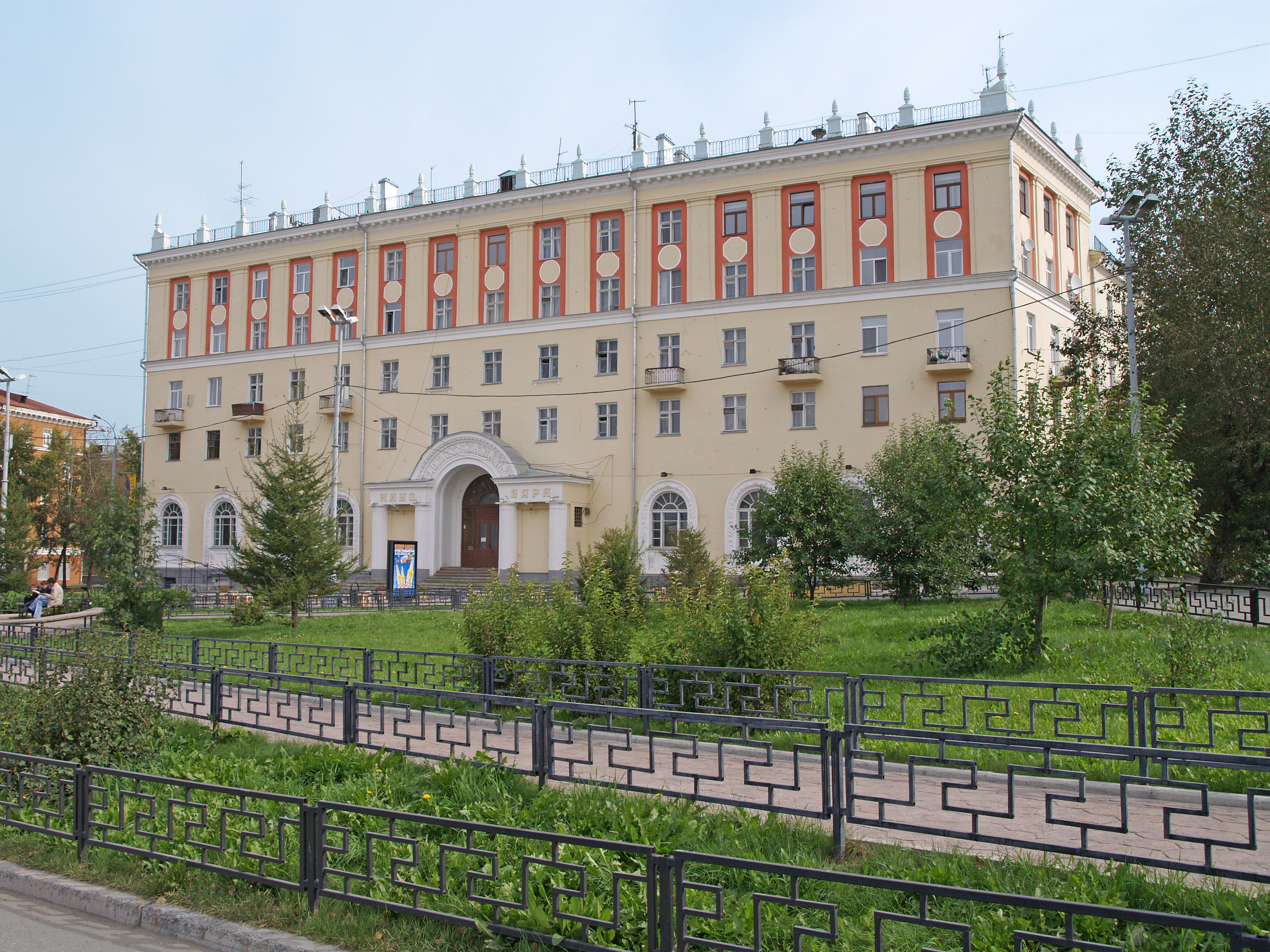
Кинотеатр «Заря» на улице Краснофлотцев
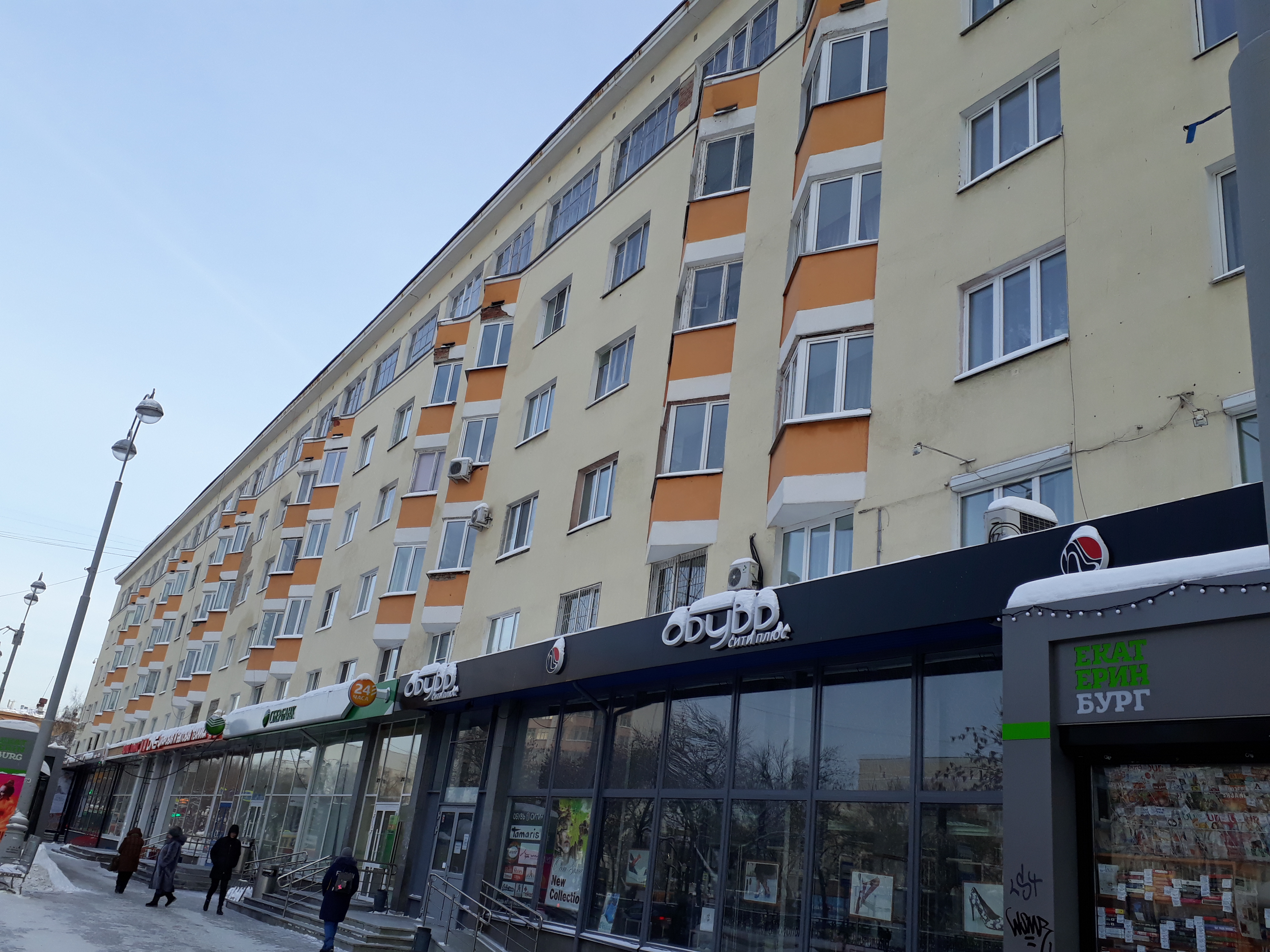
Дом с гастрономом на проспекте Ленина
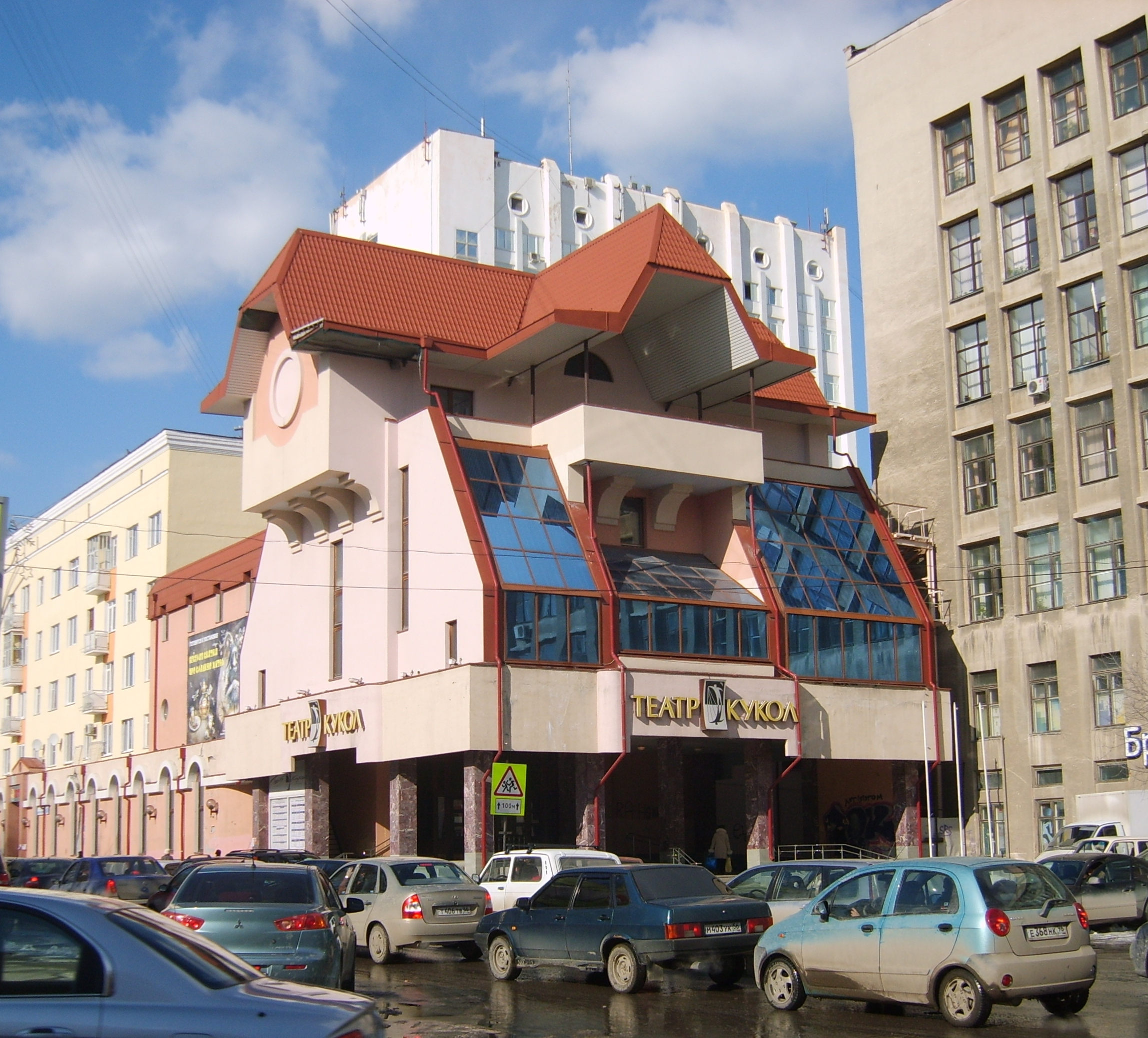
Кукольный театр
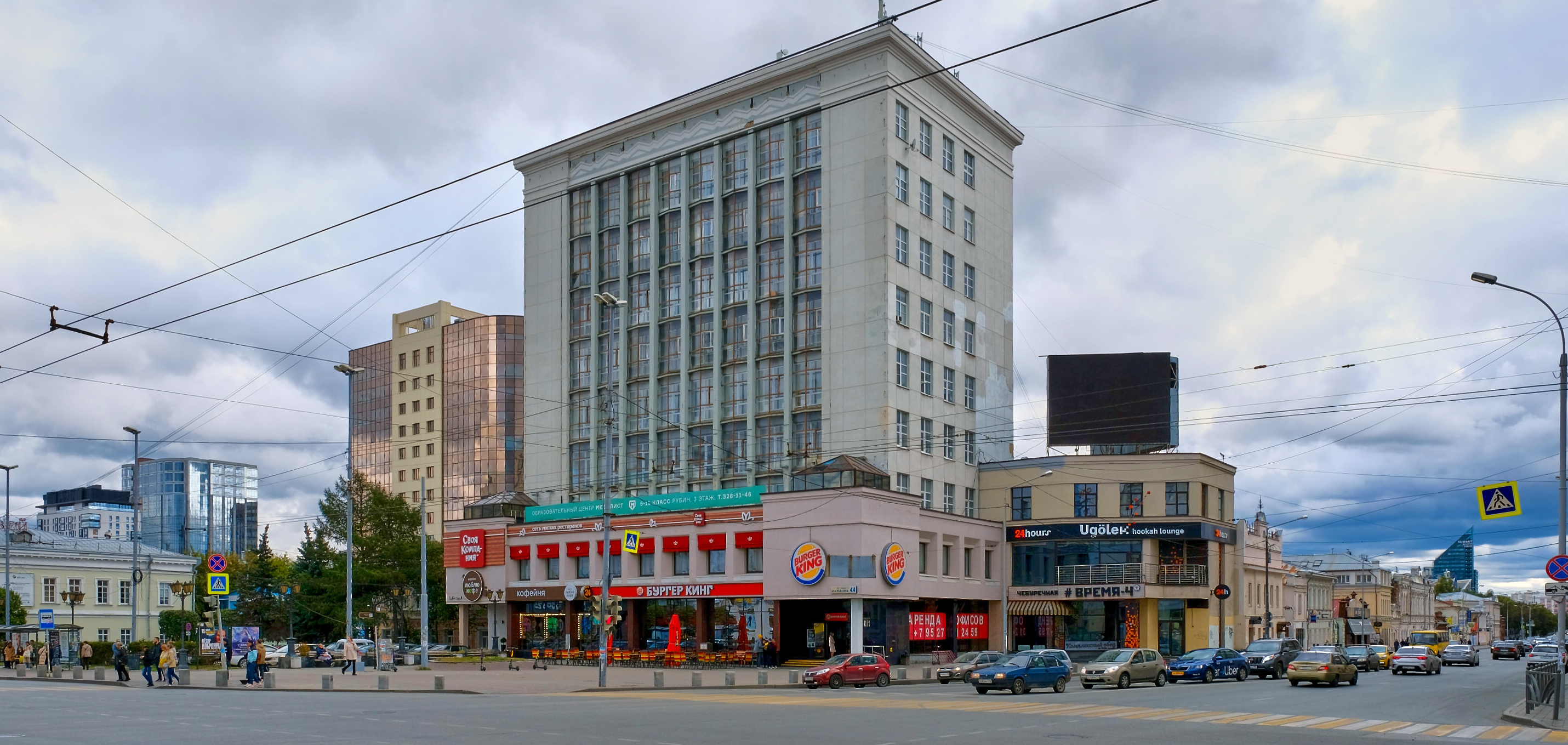
Дом мод Рубин
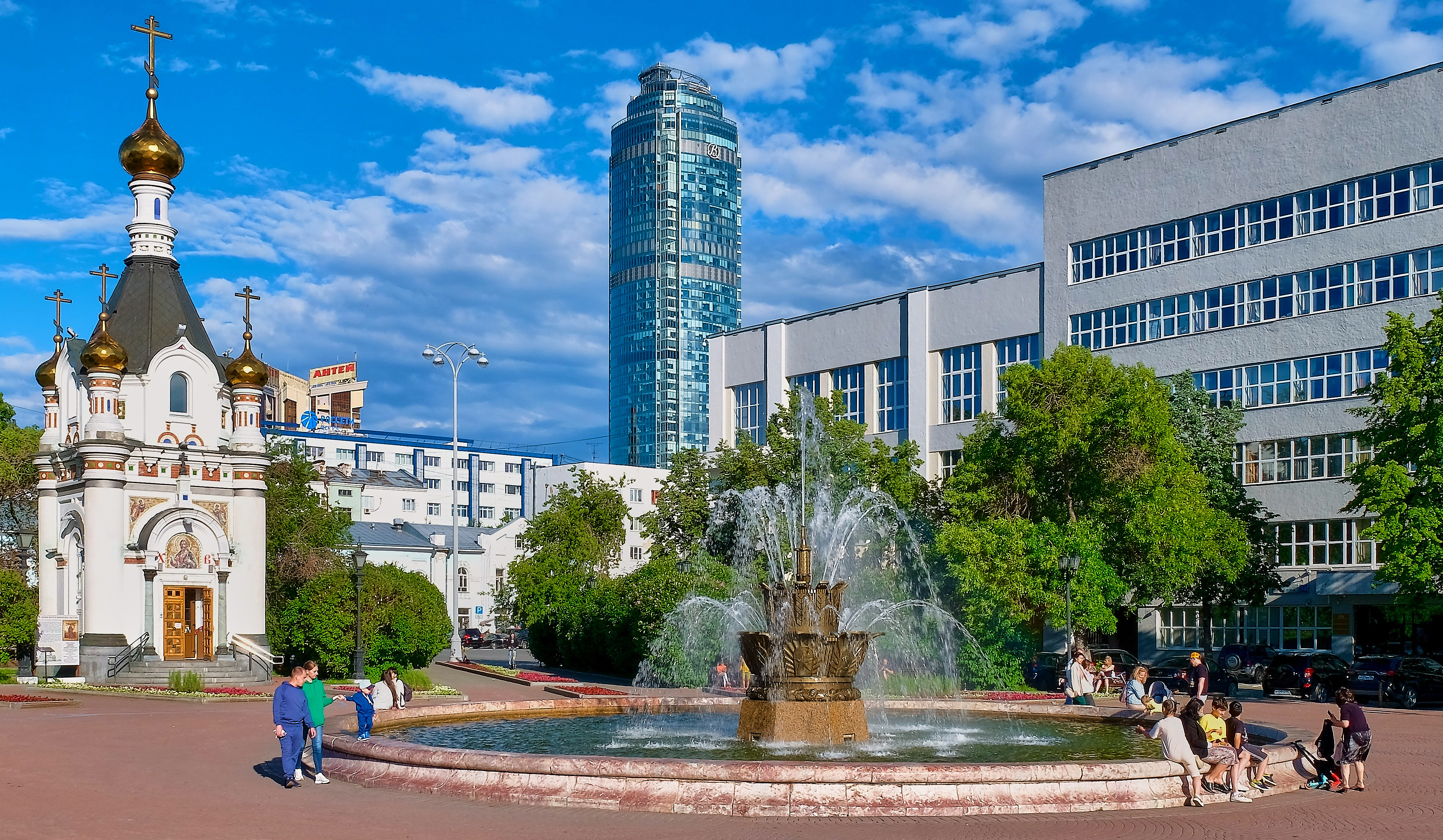
Фонтан «Каменный цветок»
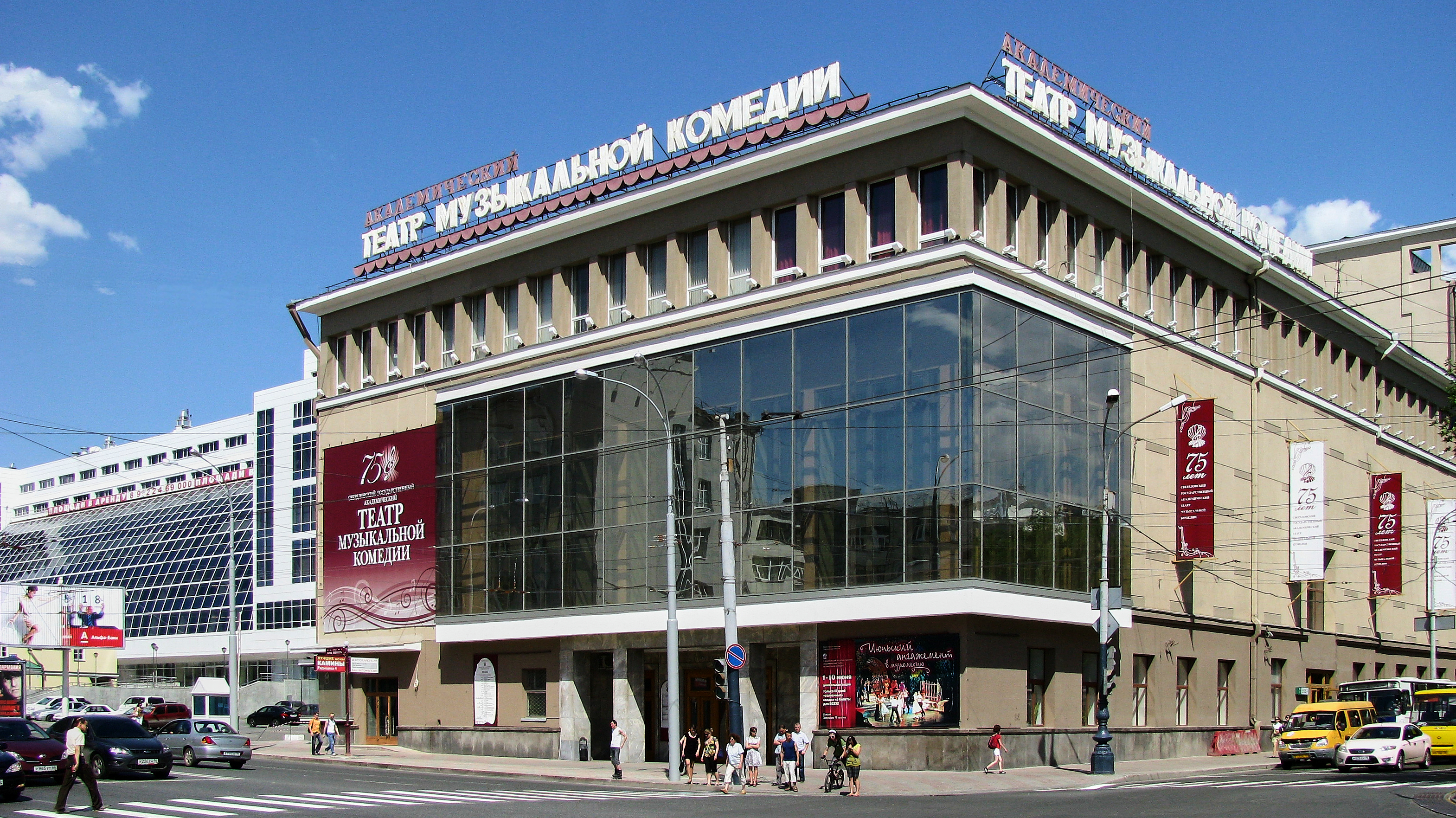
Объединённое здание кинотеатра Совкино и Театра музыкальной колмедии

## Награды
- Орден Красной Звезды (17.01.1944, 29.06.1945)
- Орден Отечественной войны 2-й степени (28.01.1945)
- Медаль «За боевые заслуги» (21.02.1943)[14]
- Медаль «За победу над Германией» (09.05.1945)[15]
- Медаль «За трудовую доблесть» (1966).